# Kajika
Kajika (japanska: カジカ?) är en mangaserie i målgruppen shōnen, skriven och tecknad av Akira Toriyama. Den gavs ut av Shueisha i magasinet Shūkan Shōnen Jump år 1998. Shueisha samlade senare kapitlen till en tankōbon (pocketutgåva). Handlingen kretsar kring pojken Kaijka, som får på sig en förbannelse efter han haft ihjäl en räv. För att bli fri från förbannelsen behöver han rädda tusen liv.

## Tillkomst och utgivning
När Dragon Ball avslutades år 1995 valde Akira Toriyama att skriva flera engångsserier och Kajika var en av dem. Den har getts ut i 12 kapitel av Shueisha i Shūkan Shōnen Jump, från 7 juli till 29 september 1998. Serien släpptes sedan som en tankōbon den 8 januari 1999.
Översättningar av mangan har givits ut på spanska (1999, i Mexiko 2008), franska (2000), italienska (2000), tyska (2001), danska (2003), svenska (2004), finska (2006) och norska (2007). I Sverige översattes utgåvan av Simon Lundström och publicerades som pocket den 1 februari 2004 av Bonnier Carlsen under etiketten Carlsen Comics.

### Kapitel
Här nedan återges kapitlen på svenska.
1. Kajikas förbannelse
2. Gibachis maktlystnad
3. Kajika och Isaza
4. Den tredje mannen
5. Isazas sanna kraft
6. Donkos plan
7. Kajikas chock
8. Gibachis drakkraft
9. Kan förbannelsen hävas?
10. Slutstrid! Kajika mot Gibachi!
11. Kajikas tvekan
12. Kajikas nåd

## Handling
Serien handlar om Kajika som bor i en liten avlägsen by med sin familj, han var mycket busig som barn och gjorde i princip allt man inte fick göra. En dag dödar han en räv, räven uppstår som en ande och lägger en förbannelse över honom, han blir hälften räv och hälften människa tills han har räddat tusen liv. Kajika och rävanden ger sig ut på ett storslaget äventyr för att få Kajikas förbannelse kvitt.
Under den tid de reser utvecklas Kajika mycket, han blir mycket snäll och stark. En dag ser han en flicka som jagas av ett flertal personer, hon bär på ett drakägg, den sista draken i världen. Kungen vill ha drakägget för att dricka draken som ska kläckas blod, för den som dricker drakblod får en otrolig styrka enligt en myt. Kajika räddar flickan, och hon ber honom att ta hand om och frakta ägget till en professor, med ovilja accepterar Kajika uppdraget, men uppdraget visar sig att inte vara så lätt som det låter, han får yrkesmördare och soldater efter sig.

## Mottagande
Krönikören Patricia Duffield för Animerica Extra beskrev mangan som "en mycket underhållande äventyrshistoria" på grund av Toriyamas tecknarstil.